# 9695 Johnheise
9695 Johnheise (6583 P-L) là một tiểu hành tinh vành đai chính.